# Calceolaria dilatata x purpurascens
Calceolaria dilatata x purpurascens là một loài thực vật có hoa trong họ Calceolariaceae. Loài này được Raf. mô tả khoa học đầu tiên năm 1984.